# Liste der Stolpersteine in der Comarca Anoia

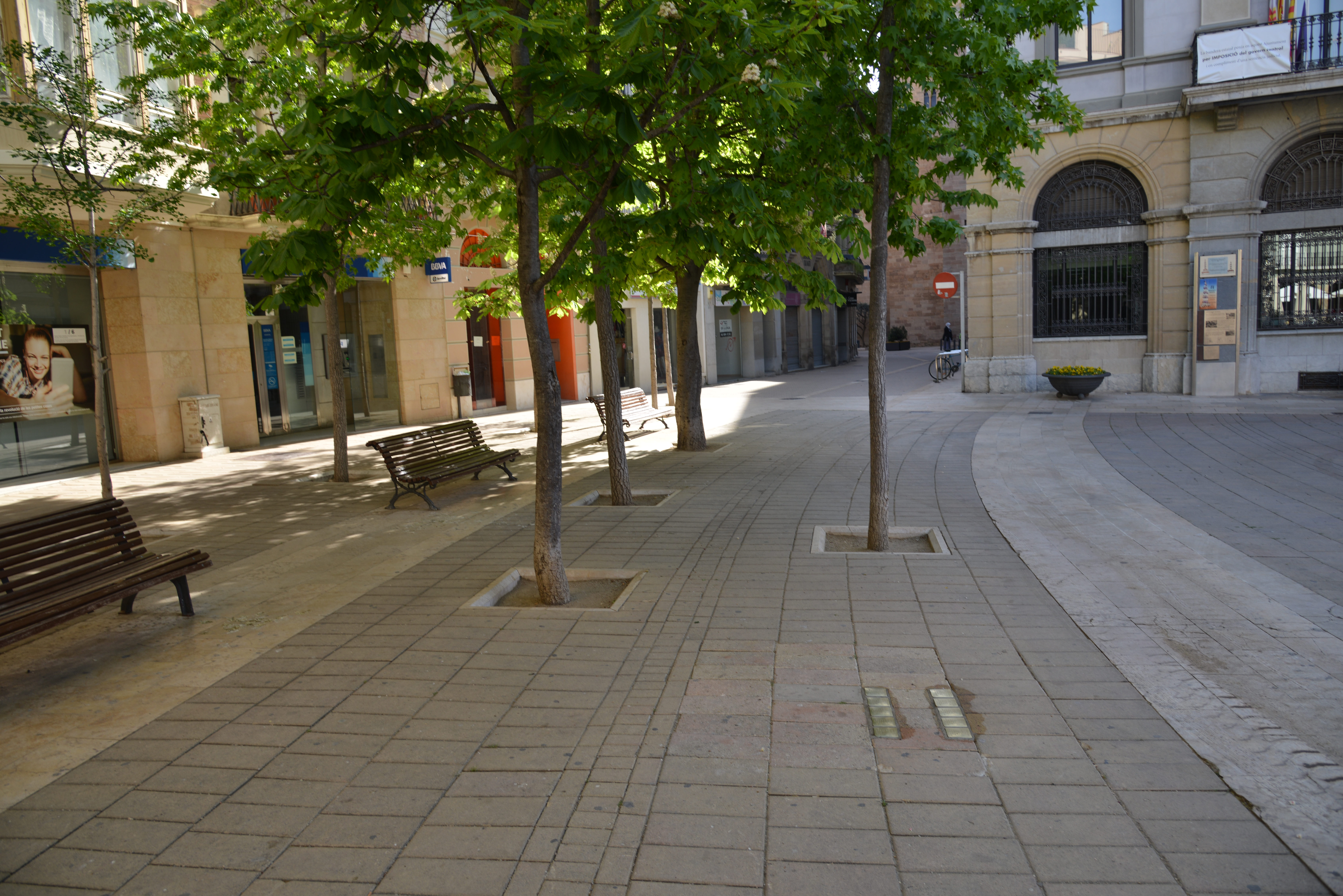
Stolperstein in Igualada

Die Liste der Stolpersteine in der Comarca Anoia enthält die Stolpersteine der Comarca Anoia in Spanien, die vom deutschen Künstler Gunter Demnig verlegt wurden. Stolpersteine erinnern an das Schicksal der Menschen, die von den Nationalsozialisten ermordet, deportiert, vertrieben oder in den Suizid getrieben wurden. Sie liegen im Regelfall vor dem letzten selbstgewählten Wohnsitz des Opfers.
Die ersten Verlegungen in Spanien erfolgten am 9. April 2015 in Navàs und El Palà de Torroella, in der Comarca Anoia wurden die ersten Stolperstein am 26. Januar 2017 in Igualada verlegt. Die katalanische Übersetzung des Begriffes Stolpersteine lautet: pedres que fan ensopegar. Auf Spanisch werden sie piedras de la memoria (Erinnerungssteine) genannt.

## Schicksal der spanischen Republikaner
Während der Deutschen Besetzung Frankreichs wurden große Gruppen von spanischen Republikanern, die nach dem Sieg Francos nach Frankreich geflüchtet waren, vom NS-Regime in Haft genommen und entweder dem Vichy-Regime übergeben oder in das KZ Mauthausen deportiert. Rund 7000 Spanier waren dort inhaftiert und zur Zwangsarbeit verurteilt, mehr als die Hälfte von ihnen wurde vom NS-Regime ermordet. Den überlebenden spanischen KZ-Häftlingen entzog das Franco-Regime die Staatsangehörigkeit und machte sie somit staatenlos. Mehrere Jahrzehnte lang wurde ihnen jede Form der Anerkennung als Opfer und jede Wiedergutmachung verweigert.

## Verlegte Stolpersteine

### Igualada
In Igualada wurden zehn Stolpersteine an einer Adresse verlegt.
| Stolperstein | Übersetzung | Verlegeort            | Name, Leben |
| ------------ | --- | --------------------- | --- |
|              | IN IGUALADA WOHNTE JESÚS CANO CANO JG. 1916 EXIL 1939 DEPORTIERT 1941 MAUTHAUSEN ERMORDET 8.12.1941                      | Plaça de l’Ajuntament | Jesús Cano Cano wurde am 11. November 1916 in Orihuela geboren. Er ging 1939 ins Exil nach Frankreich. Er wurde von Vertretern des NS-Regimes verhaftet und zuerst im Stalag XI-A in Altengrabow interniert. Dort bekam er die Häftlingsnummer 2491. Am 26. April 1941 wurde er in das Konzentrationslager Mauthausen deportiert, bekam die Häftlingsnummer 4153 und wurde dort am 8. Dezember 1941 ermordet.                                                                                |
|              | IN IGUALADA WOHNTE JOSEP FÀBREGAS I PONS JG. 1905 EXIL 1939 DEPORTIERT 1941 MAUTHAUSEN ERMORDET 10.11.1941 GUSEN         | Plaça de l’Ajuntament | Josep Fàbregas i Pons wurde am 24. August 1905 in Igualada geboren. Er ging 1939 ins Exil nach Frankreich. Er wurde von Vertretern des NS-Regimes verhaftet und zuerst ins Stalag XII D in Trier verschleppt. Dort bekam er die Häftlingsnummer 24878. Am 25. Januar 1941 wurde er in das Konzentrationslager Mauthausen deportiert und bekam die Häftlingsnummer 3299. Josep Fàbregas i Pons wurde dort am 10. November 1941 vom NS-Regime ermordet.                                        |
|              | IN IGUALADA WOHNTE JOAQUIM GIL I ABELLA JG. 1902 EXIL 1939 DEPORTIERT 1940 MAUTHAUSEN ERMORDET 30.11.1941 GUSEN          | Plaça de l’Ajuntament | Joaquim Gli i Abella wurde am 28. Oktober 1902 in Castell de Cabres in der Comunitat Valenciana geboren. Er war ein überzeugter Republikaner und flüchtete 1939 nach Frankreich. Er wurde von NS-Schergen verhaftet und zuerst in das Stalag XI B in Fallingbostel deportiert. Am 25. November 1941 wurde er in das Konzentrationslager Mauthausen deportiert und bekam die Häftlingsnummer 4514. Joaquim Gli i Abella wurde am 30. November 1941 im Mauthausener Außenlager Gusen ermordet. |
|              | IN IGUALADA WOHNTE AGUSTÍ GOMIS I VALLS JG. 1885 EXIL 1939 DEPORTIERT 1940 MAUTHAUSEN ERMORDET 27.3.1941 GUSEN           | Plaça de l’Ajuntament | Augustí Gomis i Valls wurde am 26. Juni 1880 in Igualada geboren. Er war ein überzeugter Republikaner und flüchtete 1939 nach Frankreich. Er wurde von NS-Schergen verhaftet und war zuerst in Angoulême in der Region Nouvelle-Aquitaine interniert. Am 24. August 1940 wurde er in das Konzentrationslager Mauthausen deportiert und bekam die Häftlingsnummer 4158. Augustí Gomis i Valls wurde am 27. März 1941 im Mauthausener Außenlager Gusen ermordet.                               |
|              | IN IGUALADA WOHNTE GINÉS GONZÁLEZ GINÉS JG. 1918 EXIL 1939 DEPORTIERT 1940 MAUTHAUSEN ERMORDET 30.11.1941                | Plaça de l’Ajuntament | Ginés González Ginés wurde am 15. Januar 1918 in Murcia geboren. Nach dem Sieg der Franquisten ging er 1939 nach Frankreich ins Exil. Er wurde von NS-Truppen verhaftet und zuerst in das Stalag I-B in Hohenstein verschleppt. Am 9. August 1940 wurde er in das Konzentrationslager Mauthausen deportiert und bekam die Häftlingsnummer 3552. Ginés González Ginés wurde dort am 20. Januar 1940 vom NS-Regime ermordet.                                                                   |
|              | IN IGUALADA WOHNTE CELESTINO MORENO ZAMORA JG. 1911 EXIL 1939 DEPORTIERT 1941 MAUTHAUSEN ERMORDET 5.3.1942 GUSEN         | Plaça de l’Ajuntament | Celestino Moreno Zamora wurde am 24. Juni 1911 in Mazarrón in der Provinz Murcia geboren. Nach dem Sieg der Franquisten ging er 1939 nach Frankreich ins Exil. Er wurde von NS-Truppen verhaftet und zuerst in das Stalag XI B in Fallingbostel deportiert. Seine Häftlingsnummer war dort 87267. Am 27. Januar 1941 wurde er in das Konzentrationslager Mauthausen deportiert. Seine Häftlingsnummer war dort 6445. Dort wurde er am 5. März 1942 ermordet.                                 |
|              | IN IGUALADA WOHNTE GINÉS MORENO ZAMORA JG. 1917 EXIL 1939 DEPORTIERT 1941 MAUTHAUSEN ERMORDET 10.9.1941 HARTHEIM         | Plaça de l’Ajuntament | Ginés Moreno Zamora wurde am 11. Oktober 1917 in Mazarrón in der Provinz Murcia geboren. Er wurde von NS-Truppen verhaftet und zuerst in das Stalag XI B in Fallingbostel deportiert. Seine Häftlingsnummer war dort 87159. Am 27. Januar 1941 wurde er in das Konzentrationslager Mauthausen deportiert. Seine Häftlingsnummer war dort 6057. Er wurde am 10. September 1942 in der Tötungsanstalt Hartheim vergast.                                                                        |
|              | IN IGUALADA WOHNTE EMILI RIBERA I CASELLAS JG. 1911 EXIL 1939 DEPORTIERT 1941 MAUTHAUSEN ERMORDET 15.8.1941 GUSEN        | Plaça de l’Ajuntament | Emili Rivera i Casellas wurde am 24. Juni 1911 in Barcelona geboren. Er wurde von NS-Truppen verhaftet und zuerst in das Stalag XI B in Fallingbostel deportiert. Seine Häftlingsnummer war dort 87096. Am 27. Januar 1941 wurde er in das Konzentrationslager Mauthausen deportiert. Seine Häftlingsnummer war dort 6664. Emili Rivera i Casellas wurde am 15. August 1941 vom NS-Regime ermordet.                                                                                          |
|              | IN IGUALADA WOHNTE MIQUEL TIRADO FRANCO JG. 1898 EXIL 1939 DEPORTIERT 1941 MAUTHAUSEN ERMORDET 13.7.1941 GUSEN           | Plaça de l’Ajuntament | Miquel Tirado Franco wurde am 20. April 1898 in Fuenferrada in Aragonien geboren. Er wurde von NS-Truppen verhaftet und zuerst in das Stalag XI B in Fallingbostel deportiert. Seine Häftlingsnummer war dort 87546. Am 27. Januar 1941 wurde er in das Konzentrationslager Mauthausen deportiert. Seine Häftlingsnummer war dort 6799. Miquel Tirado Franco wurde am 13. Juli 1941 vom NS-Regime ermordet.                                                                                  |
|              | IN IGUALADA WOHNTE SALVADOR VIDAL I CLARAMUNT JG. 1917 EXIL 1939 DEPORTIERT 1941 MAUTHAUSEN ERMORDET 19.12.1941 HARTHEIM | Plaça de l’Ajuntament | Salvador Vidal i Claramunt wurde am 6. Dezember 1917 in Igualada geboren. Er wurde von NS-Truppen verhaftet und zuerst in das Stalag XII D in Trier deportiert. Seine Häftlingsnummer war dort 56770. Am 25. Januar 1941 wurde er in das Konzentrationslager Mauthausen deportiert. Seine Häftlingsnummer war dort 3282. Er wurde am 19. Dezember 1941 vom NS-Regime ermordet. |

### Masquefa
In Masquefa wurde ein Stolperstein verlegt.
| Stolperstein | Übersetzung                                                                                          | Verlegeort                                            | Name, Leben                     |
| ------------ | --- | ----------------------------------------------------- | ------------------------------- |
|              | HIER LEBTE MIQUEL ROVIRA ISART GEBOREN 1900 EXIL DEPORTIERT 1940 MAUTHAUSEN ERMORDET 1.12.1941 GUSEN | Plaça Josep Maria Vila/Carrer de les Escoles Masquefa | Miquel Rovira Isart (1900–1941) |

### Vallbona d’Anoia
In Vallbona d’Anoia wurde bisher ein Stolperstein verlegt.
| Stolperstein | Übersetzung                                                                                               | Verlegeort                         | Name, Leben |
| ------------ | --- | ---------------------------------- | --- |
|              | HIER LEBTE DOMINGO FERRER TORRENTS GEBOREN 1912 EXIL DEPORTIERT 1940 MAUTHAUSEN ERMORDET 13.11.1942 GUSEN | Vallbona d’Anoia, Carrer Major 112 | Domènec Ferrer Torrents, auch Domingo genannt, wurde am 26. Juli 1912 in Vallbona d’Anoia geboren. Seine Eltern waren Domingo Ferrer Sabaté und Dolors Torrents Torres. Er hatte zwei jüngere Geschwister, Primitiva (geboren 1915) und Josep Maria Ferrer Torrents (geboren 1923). Bis zum Schuljahr 1924–1925 besuchte er die Schule von Vallbona. Er soll danach in der Nähe von Barcelona gelebt haben. Nach der Niederlage der Republikaner im Spanischen Bürgerkrieg ging er ins Exil nach Frankreich. 1940 wurde er von deutschen Besatzungstruppen festgenommen und im selben Jahr in das KZ Mauthausen deportiert, wo er zur Zwangsarbeit im KZ Gusen eingeteilt wurde, einem Außenlager von Mauthausen. Domènec Ferrer Torrents wurde am 13. November 1942 ermordet. Domènec Ferrer Torrents und sein Vater werden in Montserrat Roigs Buch „Els catalans als camps nazis“ erwähnt. |

## Verlegedaten
Die Stolpersteine wurden an folgenden Tagen verlegt:
- 26. Januar 2017: Igualada
- 15. Oktober 2020: Vallbona d’Anoia[15]
- 9. Oktober 2023: Masquefa